# ヴィンセンス (ミサイル巡洋艦)
ヴィンセンス (USS Vincennes, CG-49) は、アメリカ海軍のミサイル巡洋艦。タイコンデロガ級ミサイル巡洋艦の3番艦。アメリカ独立戦争中にインディアナ州ヴィンセンスの近くで行われたヴィンセンスの戦いに因んで命名された。ヴィンセンスの名を持つ艦としては4隻目にあたる。

## 艦歴
ヴィンセンスは太平洋艦隊に配属された最初のタイコンデロガ級ミサイル巡洋艦であった。1985年の就役時はパナマ運河を経由して太平洋艦隊に加わり、SM-2MRブロックII艦対空ミサイルの試験および開発に参加した。
1986年5月にはリムパック86に参加している。
1988年7月3日、ヴィンセンスはウィリアム・C・ロジャーズ三世艦長の指揮の下、ホルムズ海峡においてイラン航空655便のエアバスA300B2に対してSM-2ブロックII艦対空ミサイルを2発誤射し、これを撃墜した。この事故により乗員乗客290名全員が死亡した。
ヴィンセンスは2005年6月29日にサンディエゴで退役した。ワシントン州ブレマートンに牽引され、モスボール状態で保管されていたが2010年7月9日に解体のため売却。2010年11月21日にテキサス州のInternational Shipbreaking Ltd.に到着、2011年11月23日に解体を完了した。

## 外部リンク

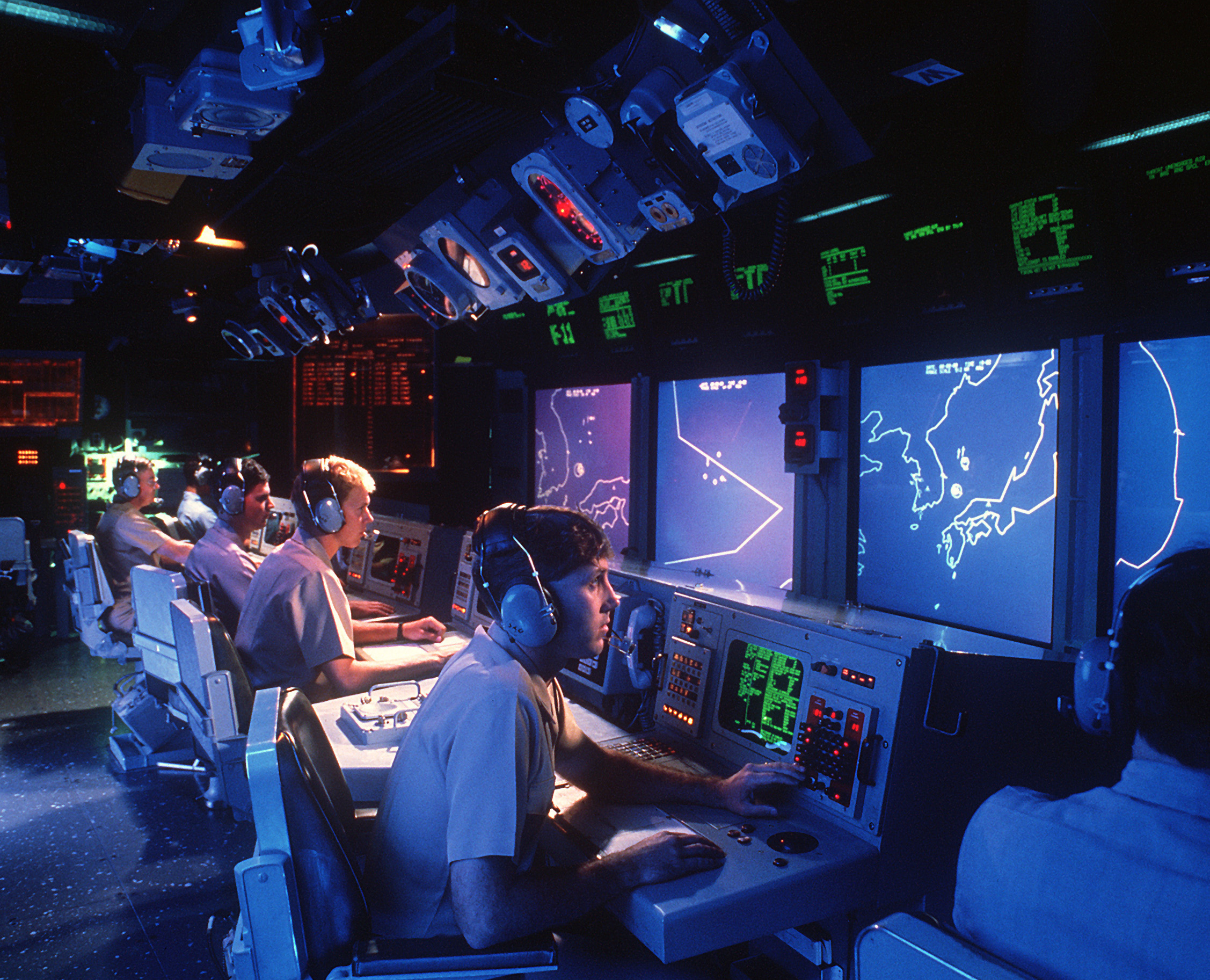
戦闘情報センター